# Letting Off the Happiness
Letting Off the Happiness est le deuxième album du groupe de rock indépendant Bright Eyes. L'album est sorti le 2 novembre 1998. C'était la première sortie de Bright Eyes à être produite par Mike Mogis, devenu par la suite un membre permanent du groupe. Une réédition en vinyle de l'album a été incluse dans le coffret Bright Eyes en 2012. Les musiciens invités sur les titres de l'album sont membres de Cursive, Tilly and the Wall (en), Neutral Milk Hotel et Of Montreal . 
Cet album constitue la 23ème parution de Saddle Creek Records. 

## Titres
Toutes les chansons sont écrites et composées par Conor Oberst.
| No  | Titre | Durée |
| --- | --- | ----- |
| 1.  | If Winter Ends | 3:25  |
| 2.  | Padraic My Prince                                                                                                   | 3:48  |
| 3.  | Contrast and Compare                                                                                                | 3:57  |
| 4.  | The City Has Sex | 2:11  |
| 5.  | The Difference in the Shades                                                                                        | 4:23  |
| 6.  | Touch | 3:42  |
| 7.  | June on the West Coast                                                                                              | 3:34  |
| 8.  | Pull My Hair | 4:10  |
| 9.  | Empty Canyon, Empty Canteen (Japanese bonus track)                                                                  | 2:46  |
| 10. | A Poetic Retelling of an Unfortunate Seduction                                                                      | 4:24  |
| 11. | Tereza and Tomas (ends at 5:35, followed by guitar drone. "Contrast and Compare (Version)" (4:48) begins at 20:58.) | 25:46 |

## Musiciens
- Conor Oberst - voix; guitare (1-5, 7-10) ; batterie (3) ; claviers (6) ; piano (10)
- Mike Mogis - son d'ambiance (2) ; pedal steel (3, 5, 8, 9) ; mélodica, orgue à air (3) ; guitare country (4) ; claviers (4, 6, 9) ; tambours électriques (8) ; orgue (9) ; piano, carillons à archet (10) ; enregistrement (2, 3, 10) ; mix, mastering
- Matt Maginn - basse (2)
- Matt Focht - tambours (2) ; percussion (10)
- Matt Oberst - guitare (3)
- Neely Jenkins - voix (3, 8)
- Andy LeMaster - voix (4, 8) ; percussion (4) ; basse (5) ; guitare principale (8) ; enregistrement, ingénierie (4, 5, 6, 9)
- Jeremy Barnes - batterie (4, 5, 6, 9) ; percussion (4) ; claviers cassés (6) ; accordéon (9)
- Kevin Barnes - clavier Rhodes (5) ; Chant de fond angélique (9)
- Ted Stevens - percussions (8)
- Aaron Druery - Basse (ebow) (10)
- Robb Nansel - cymbales à doigts (10)